# 790-е годы до н. э.
790-е (семьсо́т девяно́стые) го́ды до на́шей э́ры по пролептическому юлианскому календарю — промежуток времени с 1 января 799 года до н. э. по 31 декабря 790 года до н. э., включающий с 799 по 791 годы 1-го десятилетия  и 790 год 2-го десятилетия VIII века 1-го тысячелетия до н. э. Им предшествовали 800-е годы до н. э., за ними следовали 780-е годы до н. э. Они закончились 2815 лет назад.

## Важнейшие события
- 800 — Поход Адад-нирари III в Мидию.
- 800 — Умер князь Чу Сюн-сюнь, ему наследовал сын Сюн-э (эра правления 799—791)[1].
- 800 — Умер князь Сун Ай-гун, ему наследовал сын Дай-гун (эра правления 799—766)[2].

- 799 — Поход Адад-нирари III в Мидию.

- 798 (39 год Шешонка III, либо 795) — Осоркон, сын Такелота II, одержал победу над фараоном XXII династии Шешонком III и захватил Фивы, взойдя на престол как фараон XXIII верхнеегипетской династии Осоркон III.
- 798 — Умер фараон XXII нижнеегипетской династии Шешонк III. На престол взошёл Шешонк IV[англ.]. Родственные связи неясны.
- 798 — Война Адад-нирари III с Менуа около города Лушиа.
- 798 (37 год Иоаса иудейского[3], или 800) — Умер царь Израиля Иоахаз, на престол взошёл Иоас.
- 798 (30 год Сюань-вана) — Согласно «Гу бэнь чжу шу цзи нянь», «зайцы плясали в Хао»[4].

- 797 — Поход Адад-нирари III в Намар.
- 797 — Сюань-ван, собрав армию, напал на жунов Тайюани, но не нанёс поражения[5].

- 796 — Поход Адад-нирари III против страны Манцуату.
- 796 (2 год Иоаса израильского[6]) — Убит царь Иудеи Иоас, на престол взошёл Амасия.
- 796 — Чжоуский Сюань-ван напал на Лу, казнил князя Лу Бо-юя и поставил правителем по совету Фаньского Му-чжуна (Чжун Шань-фу) брата И-гуна Чэна в храме Игун[7]. Речь Му-чжуна приведена в эпизоде 8 «Го юй»[8]. Начало фактического правления Чэна (Сяо-гун, эра правления 806—769).
- 796 — Умер князь Цао Дай-бо, ему наследовал сын Сы (Хуэй-бо, эра правления 795—760)[9].
- 796 — Умер князь Чэнь Си-гун, ему наследовал сын Лин (У-гун, эра правления 795—781)[10].

- Ок. 795 — Начало правления Алары — основатель XXV династии фараонов, правитель Напаты.
- 795 — Поход Адад-нирари III на Дер.
- 795 — Умер князь Ци Чэн-гун, ему наследовал сын Гоу (Чжуан-гун, эра правления 794—731)[11].
- 795 — Согласно «Гу бэнь чжу шу цзи нянь», «лошадь превратилась в лисицу»[5]. Гань Бао указывает, что в этом году родился будущий Ю-ван[12].

- 794 — Поход Адад-нирари III на Дер.

- 793 — Поход Адад-нирари III в Мидию.
- 793 — Иеровоам II стал соправителем своего отца, царя Израиля Иоаса.

- 792 — Поход Адад-нирари III в Мидию.
- 792 — Сюань-ван напал на тяо-жунов и бэнь-жунов, его войска полностью разбиты[5].

- 791 — Война Адад-нирари III с Менуа в Хубушкии.
- 791 — Умер князь Чу Сюн-э, ему наследовал сын Жо Ао (Сюн-и, эра правления 790—764)[13].
- 791 — Умер князь Янь Си-хоу, ему наследовал сын Цин-хоу (эра правления 790—767)[14].